# Menuet (película)
Menuet es una película dramática belga-holandesa de 1982 dirigida por Lili Rademakers. La película fue seleccionada como la entrada belga a la Mejor Película en Lengua Extranjera en los 55.ª edición de los Premios Óscar, pero no fue nominada.

## Reparto
- Lydia Billiet
- Dirk Celis
- Juliette Van de Sompel
- Katrien Devos
- Hubert Fermin como De man
- Carla Hardy como Mariëtte
- Daan Hugaert
- Kika Keus
- Viviane de Muynck
- Theu Boermans como De zwager
- Herman Coessens
- Juliette De Witte
- Akkemay Elderenbos como Eva
- Dany Geys
- Oscar Hofman
- Karin Jacobs
- Wim Meuwissen
- Mariska Navaro